# Shoah aux Pays-Bas

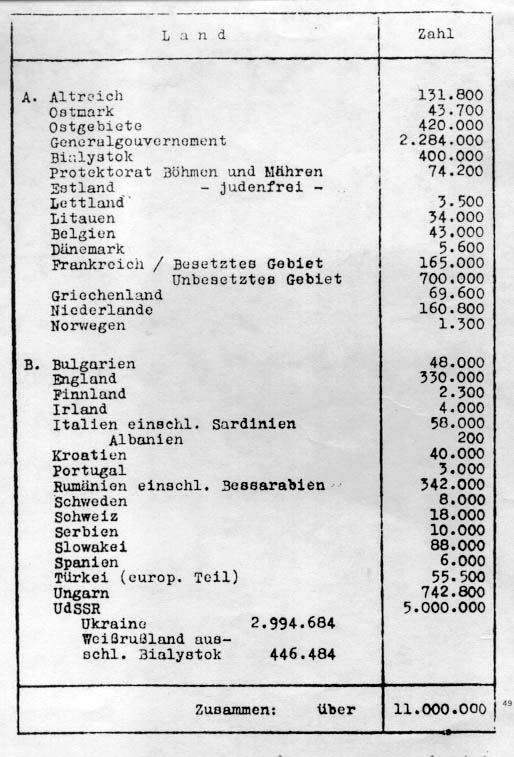
Liste des objectifs de la conférence de Wannsee.

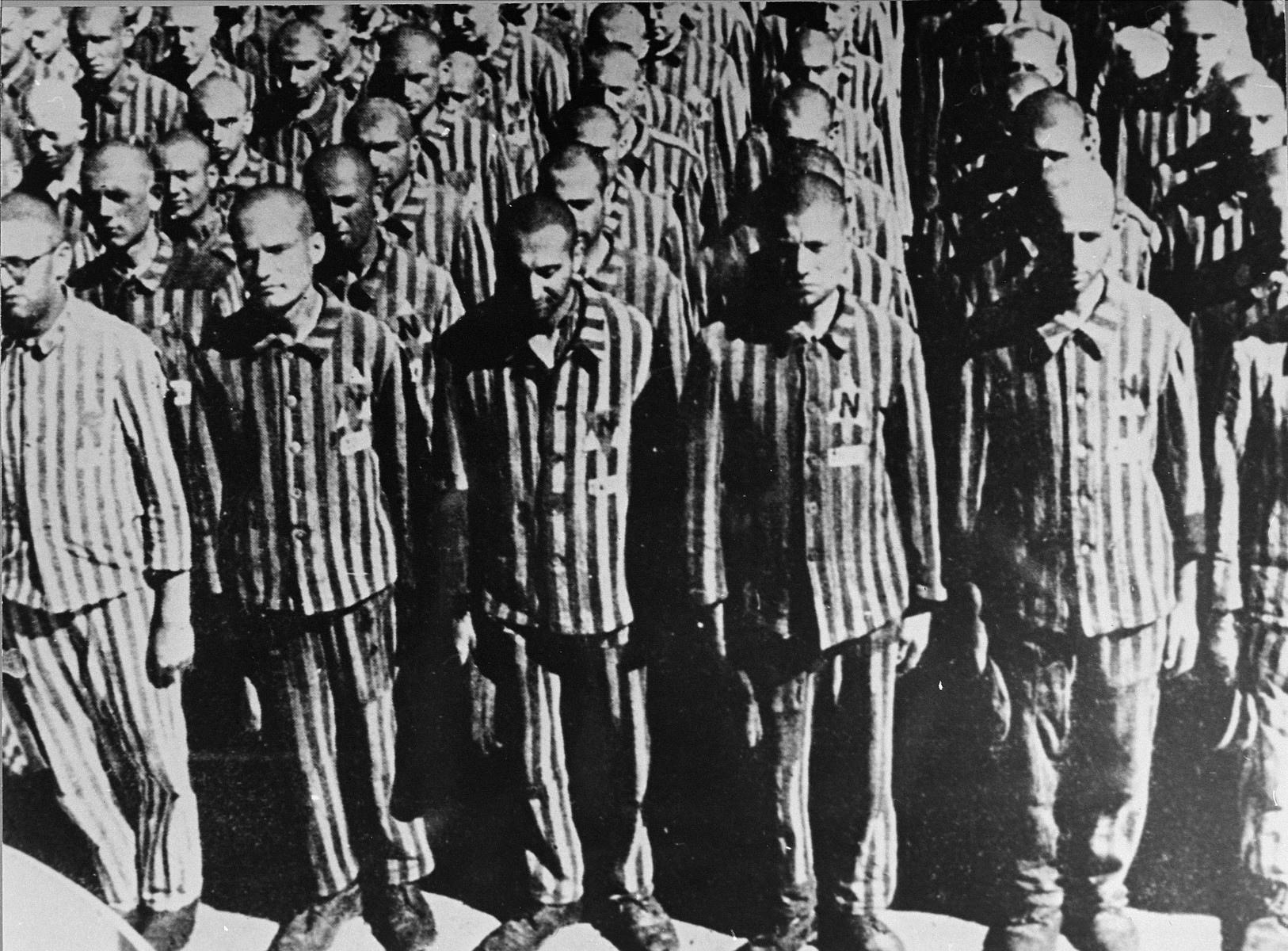
Juifs néerlandais dans le camp de concentration de Buchenwald (28 février 1941).

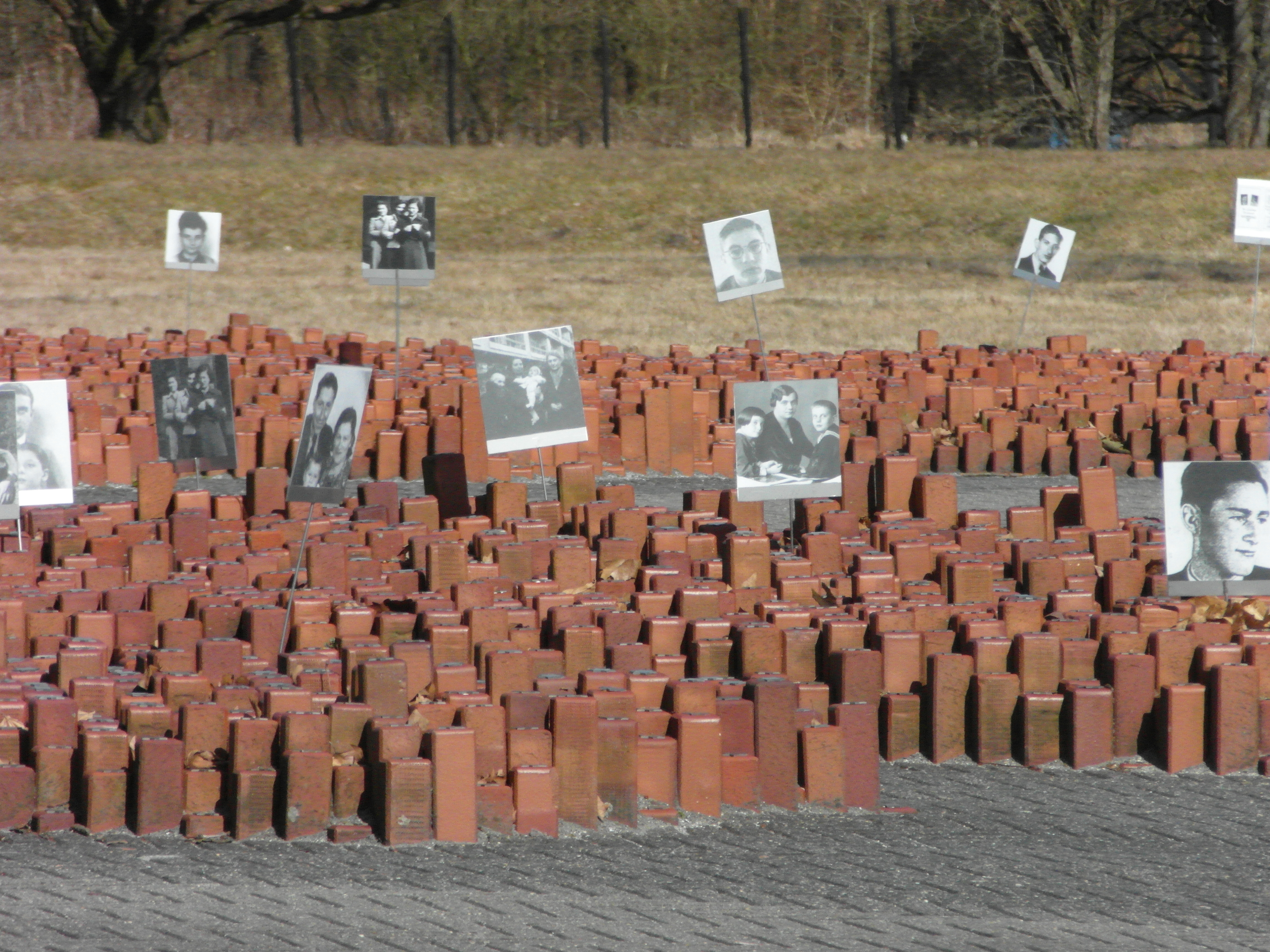
Mémorial aux Juifs néerlandais assassinés dans l'ancien camp de transit de Westerbork (2013).

La Shoah aux Pays-Bas (hébreu : שואת יהודי הולנד‎ Shoat Yehoudei Holland) est la persécution, la déportation et l'assassinat systématiques des Juifs néerlandais par l'Allemagne nazie pendant l'occupation des Pays-Bas au cours de la Seconde Guerre mondiale. Sur les quelque 140 000 personnes désignées par les nazis comme « juifs à part entière », environ 101 800 ont péri au cours de la Shoah. La plupart d'entre eux ont été déportés vers les camps d'extermination de Sobibor et Auschwitz, pour y être gazés dès leur arrivée.
Les déportations massives ont commencé à l'été 1942. À partir du 14 juillet, les Juifs ont été systématiquement acheminés vers l'Est via le camp de transit de Westerbork, prétendument pour être envoyés travailler dans des camps en Allemagne.
L'extermination des Juifs néerlandais est l'étape ultime d'un processus de stigmatisation, d'exclusion et de ségrégation de la population juive du reste de la population, un processus qui débute dès 1940 mais prend réellement de l'ampleur dès 1941, notamment à travers le recensement très complet de toute la population juive sur une base "raciale" et non plus religieuse. Environ 25 % des Juifs néerlandais ont survécu à la Shoah, l'un des pourcentages les plus faibles d'Europe occidentale. Très peu de leurs concitoyens leur sont venus en aide, tandis que les archives révèlent l'intensité de la collaboration des autorités néerlandaises avec l'occupant allemand, et ce y compris en ce qui concerne la persécution et l'extermination des Juifs néerlandais.
Si la publication posthume du journal d'Anne Frank a contribué à donner un visage aux victimes de la Shoah, la Hollande a mis très longtemps à ériger des lieux de mémoire en souvenir des victimes de la Shoah et à reconnaître sa co-responsabilité dans ce crime contre l'humanité.

## Situation de la population juive avant-guerre
La communauté juive aux Pays-Bas est petite et fortement intégrée à la société néerlandaise. Elle est implantée depuis la fin du XVIe siècle, fruit d'une migration à la fois d'Europe de l'Est et de la péninsule ibérique (Espagne, Portugal). Cette origine se retrouve dans son organisation religieuse, organisée autour de la Nederlands-Israëlietisch Kerkgenootschap et de la Portugees-Israëlietisch Kerkgenootschap. Le courant juif libéral est très minoritaire et comporte en son sein essentiellement des émigrés allemands,.
La population juive se concentre essentiellement à Amsterdam, en particulier dans le quartier juif (Jodenbuurt), situé au centre-ville. Sa population compte en son sein une classe ouvrière et pauvre importante, travaillant notamment dans la taille et le polissage de diamants. Dans les années 1930, près de 9 % de la population d'Amsterdam est de confession juive, soit environ 65 000 personnes, ce qui représente presque 60 % de l'ensemble de la communauté juive aux Pays-Bas.
Tout comme en Belgique, l'organisation sociale des Pays-Bas sur le principe de la pilarisation (Verzuiling) et comporte quatre piliers (Zuilen) : catholique, protestant,social-démocrate et libéral. Chaque pilier a ses propres associations, médias, écoles, œuvres de bienfaisance, etc. et fonctionne de manière cloisonnée. Quoique le judaïsme ne constitue pas un pilier séparé, la communauté juive finance et entretient une série d'institutions destinées à transmettre l'enseigner religieux, à aider ses membres les plus nécessiteux, offrir des loisirs à de sa jeunesse, etc. La pratique religieuse en son sein y est en net déclin, mais certaines pratiques religieuses, comme la circoncision, l'achat de viande kosher ou le mariage à la synagogue restent des traditions très vivantes. La très grande majorité des enfants juifs sont scolarisés dans des écoles étatiques ou chrétiennes. A Amsterdam, les membres juifs des classes populaires ont plutôt tendance à s'affilier au pilier social-démocrate et se caractérisent par une pratique religieuse particulièrement faible.
Dans les années 1930, les Pays-Bas comptent 8 millions d'habitants dont 36,4 % se déclarent catholiques, 47,2 % protestants de diverses obédiences, un peu plus de 2 % juifs et 14,4 % sans confession. Les mariages mixtes sont relativement fréquents : entre 1931 et 1934, 20 % des hommes de et 14 % des femmes de confession juive contractent des mariages avec des personnes d'une autre confession ou sans confession.

### Réfugiés juifs aux Pays-Bas
Avant même le déclenchement de la Seconde Guerre mondiale, de nombreux Juifs tentent de fuir les persécutions antisémites du régime nazi en immigrant aux Pays-Bas. On estime ce mouvement de population entre 35 000 et 50 000 personnes, dont la grande majorité provenait d'Allemagne. Avant-guerre, les Pays-Bas constituent l'une des six destinations les plus courantes pour les personnes réfugiées. Pour de nombreux réfugiés cependant, les Pays-Bas ne constituent alors qu'une étape sur la route de l'exil, quittant le pays depuis les ports néerlandais.
Après l'annexion de l'Autriche en mars 1938, le nombre de personnes fuyant le Reich allemand augmente fortement. Les Pays-Bas décident alors de réduire de manière drastique les conditions d'accès à leur territoire, le ministre de la Justice Gosseling annonce ainsi le 7 mai 1938 que plus aucun réfugié en provenance d'Allemagne ne sera accepté sur le territoire néerlandais. Les réfugiés juifs sont refoulés à la frontière tandis qu'une infime minorité (800 personnes) reçoivent néanmoins l'autorisation d'entrer pour des motifs humanitaires.

#### Conférence d’Évian
Les Pays-Bas prennent part à la conférence d’Évian du 6 au 16 juillet 1938. Cette conférence, initiée par le président Franklin D. Roosevelt a pour but initial était de venir en aide aux réfugiés juifs allemands et autrichiens fuyant le nazisme après l'Anschluss. Elle ne déboucha sur aucune mesure concrète, hormis la création du Comité intergouvernemental pour les réfugiés (CIR). De nombreux pays, dont la France, la Suisse, le Royaume-Uni et les États-Unis expliquent, pour des raisons diverses, ne pas être en mesure d'accueillir ces réfugiés. Les Pays-Bas sont sur cette même ligne. Ses représentants soulignent une fois de plus que les Pays-Bas ne sont pas en mesure d'apporter une aide substantielle. Seul un rôle de pays de transit pour les réfugiés serait possible et cela seulement si la poursuite ultérieure de leur voyage est suffisamment garantie. Pour justifier cette position, les Pays-Bas invoquent un taux de chômage élevé ainsi que la densité de population déjà élevée aux Pays-Bas, même en l'absence d'immigration de masse. Il est cependant probable que la volonté du gouvernement néerlandais de ne pas contrarier l'Allemagne nazie par une politique d’accueil des réfugiés juifs ait joué un rôle important dans le positionnement des Pays-Bas vis-à-vis de la question des réfugiés.

#### Nuit de Cristal
Après les pogroms de la nuit de Cristal de novembre 1938 et la vague de réfugiés qui en résulte, le gouvernement néerlandais dirigé par le Premier ministre Hendrikus Colijn annonce à nouveau que la frontière depuis l'Allemagne est fermée pour les réfugiés juifs, des réfugiés qu'il n'hésite pas à qualifier d'« étrangers indésirables » (néerlandais : ongewenste vreemdelingen). Cyniquement, il déclare également que ces mesures antisémites seraient dans l'intérêt des Juifs néerlandais eux-mêmes afin de ne pas accroître l'antisémitisme au sein de la population néerlandaise:
« Dat zeg ik in het belang van onze Nederlandsche Joden zelf. In dezen tijd is geen enkel volk volkomen vrij van antisemitisme, de sporen ervan worden ook in ons land gevonden en wanneer men nu ongelimiteerd een stroom vluchtelingen uit het buitenland hier zou binnen laten, zou het noodzakelijk gevolg ervan zijn dat de stemming in ons eigen volk ten opzichte van de Joden een ongunstige kentering zou kunnen ondergaan »
— Hendrikus Colijn
        
« Cela je le dis dans l'intérêt même de nos Juifs néerlandais. À notre époque, aucun peuple n'est dans son intégralité totalement exempt d'antisémitisme, dont on trouve des traces également dans notre pays. Si maintenant, nous laissions un flux illimité de réfugiés en provenance de l'étranger entrer dans notre pays, la conséquence inévitable de cela serait que l'attitude de notre propre peuple à l'égard des Juifs prendrait une tournure défavorable »
— traduction libre
Cependant, au vu des protestations de la population, les autorités acceptent finalement d'accueillir 7 000 réfugiés juifs supplémentaires. Lorsque les troupes allemandes envahissent les Pays-Bas en mai 1940, environ 20 000 réfugiés juifs se trouvent pris au piège, n'ayant pas eu les moyens financiers de fuir plus loin ou s'étant cru en sécurité dans ce pays neutre.

## Ségrégation, exploitation économique, spoliation
L'extermination des Juifs néerlandais est l'étape ultime d'un processus de stigmatisation, d'exclusion et de ségrégation de la population juive du reste de la population, un processus qui débute dès 1940, après la défaite militaire et le départ en exil du gouvernement néerlandais. Pendant la période de l'occupation, les Pays-Bas sont placés sous l'autorité directe d'Arthur Seyss-Inquart qui prend le titre de Reichskommissar.
En tant que commissaire général à la sécurité, Hanns Albin Rauter est responsable de la planification et de la mise en œuvre de la politique anti-juive aux Pays-Bas. Il est également Chef supérieur de la SS et de la police pour la région Nord-Ouest.
La police de sécurité (Sicherheitspolizei) et le service de sécurité (Sicherheitsdienst) sont placés sous la direction d'un même commandant, dont le titre est Befehlshaber der Sicherheitspolizei und des SD. Six hommes occupent successivement ce poste :Hans Nockemann (24 mai à fin juin 1940), Wilhelm Harster (juillet 40- septembre 1943), Erich Naumann (septembre 1943 à juin 1944) et enfin Karl Georg Eberhard Schöngarth. Aux-Pays-Bas, le siège de cette institution répressive se trouve à La Haye et est responsable de six antennes locales (Amsterdam, Rotterdam, Groningen, Arnhem, den Bosch et Maastricht).[réf. nécessaire]
La section du Service des affaires juives, responsable de la coordination et de l'organisation de la Solution finale, est représentée aux Pays-Bas d'abord par Erich Rajakowitsch, puis par Wilhelm Zoepf, à partir de janvier 1942[réf. nécessaire].

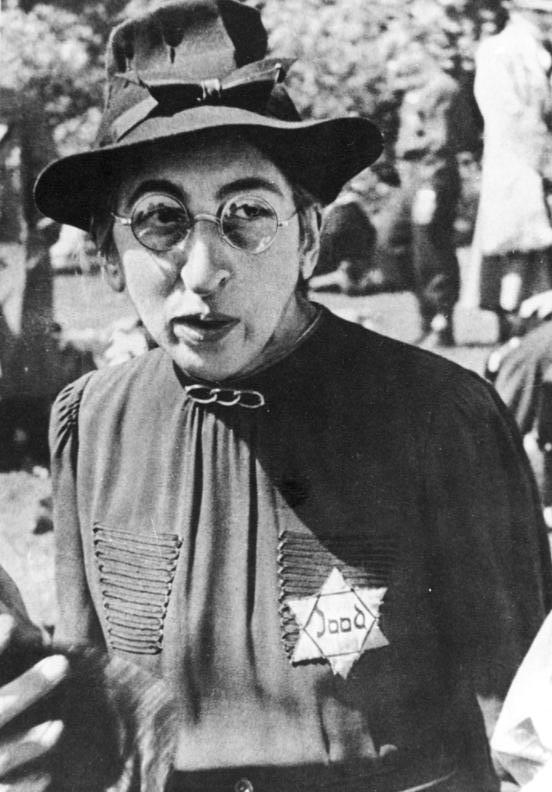
Femme portant une étoile juive lors d'un raid à Amsterdam (20 juin 1943)

En mars 1941 est créé à Amsterdam l'Office central pour l'émigration juive, un nom trompeur car l'essentiel de son activité aura consisté à coordonner le fichage et l'extermination des Juifs résidant sur le territoire des Pays-Bas occupés.
La branche d'Amsterdam de la police de sécurité sous Willi Lages revêt une importance particulière, puisque la plupart des mesures contre les Juifs ont été mises en œuvre dans cette ville. De nombreux ordres provenaient également d'agents tels que Hans Böhmcker, qui relevait directement du commissaire du Reich pour les Pays-Bas, Arthur Seyss-Inquart.

### 1940
Presque immédiatement après la capitulation néerlandaise en date du 14 avril, les occupants allemands prennent des mesures contre la population de confession juive. L'une des premières restrictions qui leur est faite est celle de participer à la protection contre les raids aériens.

#### Mise à l'écart des fonctionnaires comptabilisés comme juifs sur base raciale
Le 11 octobre, tous les fonctionnaires sont invités à fournir la preuve de leurs « origines aryennes. » Au départ, cette preuve consiste seulement à affirmer ne pas avoir, à sa connaissance, de grands-parents juifs. Dès le 22 octobre, un décret du commissaire du Reich Seyss-Inquart impose une définition beaucoup plus précise du terme "juif". Cela a été suivi le 22 Le 10 octobre, un décret du commissaire du Reich allemand Seyss-Inquart fixe une définition plus précise du terme « juif » : une personne ayant trois ou quatre grands-parents juifs est désormais considérée comme un « juif à part entière » (voljood en néerlandais ; Volljude en allemand). Sont définis comme "juif" (Jude en allemand) les personnes ayant deux grands-parents juifs et qui en date du 9 mai 1940 et ultérieurement appartiennent à la communauté religieuse juive. De même sont définies comme "juives" les personnes ayant deux grands-parents juifs et mariées en date du 2 mai 1940 et ultérieurement à une personne appartenant à la communauté religieuse juive.
À peu près au même moment, la nomination et la promotion de fonctionnaires juifs sont interdites. En novembre, ils sont définitivement relevés de leurs fonctions. Le 26 novembre, dans un discours prononcé à l'université de Leyde le 10 novembre, le professeur d'université Rudolph Cleveringa proteste contre le licenciement de son collègue professeur de droit Eduard Maurits Meijers. Il s'ensuit une grève étudiante, qui conduit à la fermeture de l'université par l'administration allemande. Cleveringa lui-même est arrêté par les Allemands et détenu pendant huit mois.

### 1941

#### Enregistrement sur base raciale de la population juive résidant aux Pays-Bas
Le 10 janvier 1941, tous les juifs résidents aux Pays-Bas reçoivent l'ordre de se faire enregistrer par le biais de la promulgation de l'"ordonnance du Commissaire du Reich pour les territoires néerlandais occupés sur l'obligation d'enregistrement des personnes qui sont entièrement ou partiellement de sang juif". Toutes les personnes ayant au moins un grand-parent juif doivent se déclarer auprès des bureaux locaux d'enregistrement des habitants. Une peine d'emprisonnement pouvant aller jusqu'à cinq ans et la confiscation des biens étaient encourues par ceux qui ne respectaient pas cette obligation d'enregistrement. Chaque personne se faisant enregistrer doit par ailleurs payer un florin. Au total, environ 157 000 formulaires remplis parviennent au bureau central d'enregistrement de La Haye, transmis par les autorités aux autorités d'occupation le 5 septembre 1941. Selon ce recensement, la population juive sur sol néerlandais se composait de 160 552 juifs dont 140 552 « Juifs à part entière » (Volljuden), 14 549 « demi juifs » (Halbjuden)et 5 719 « quart juifs » (Vierteljuden).

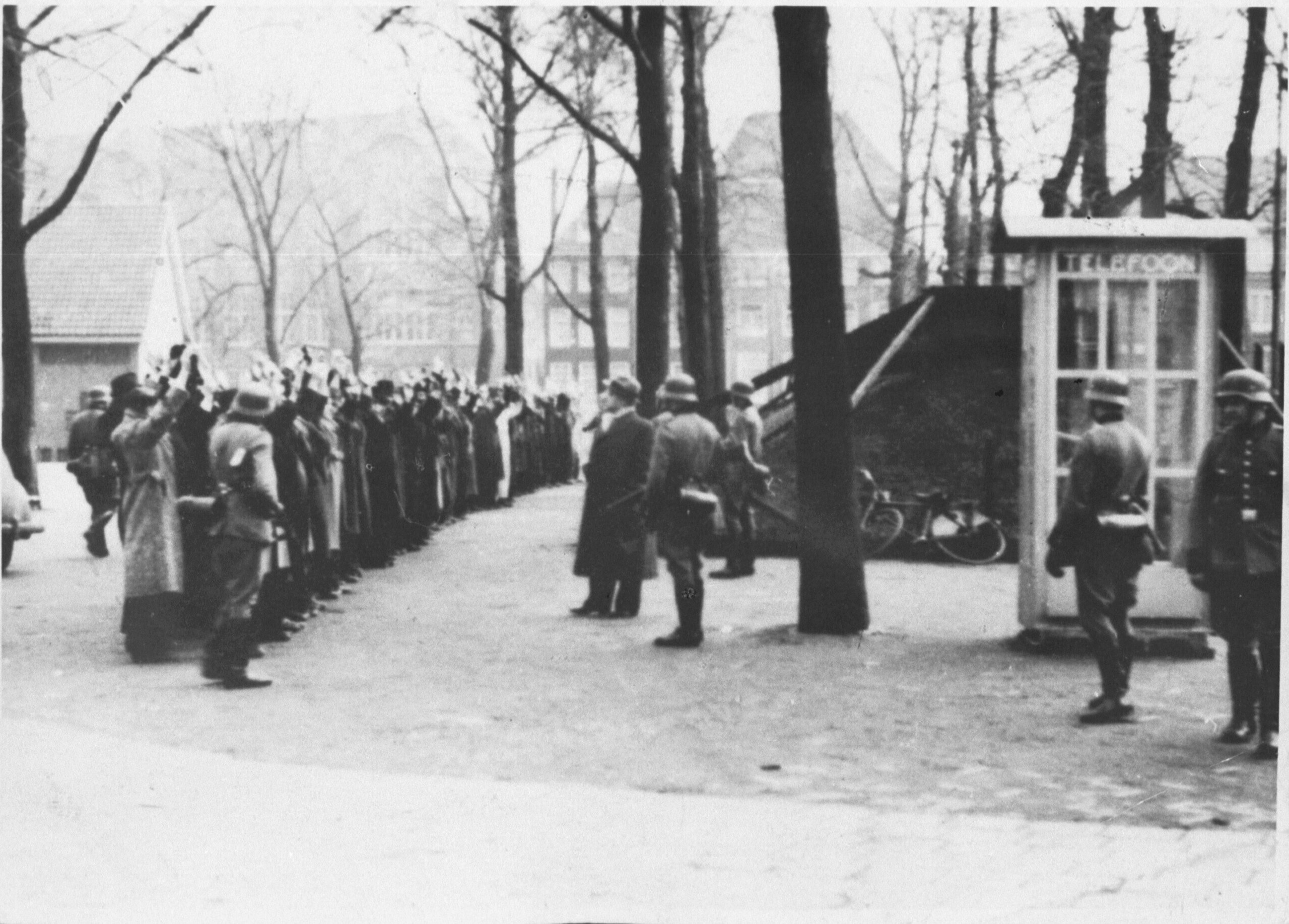
Raid allemand sur la Meijerplein à Amsterdam (22 février 1941)

#### Exclusions de la vie sociale et professionnelle
Au cours de l'année 1941, de plus en plus de mesures discriminatoires sont prises à l'encontre des Juifs néerlandais, ce qui les exclut de plus en plus de la vie publique.
Les Juifs se trouvent exclus des professions artistiques car les autorités d'occupation créent le Nederlandsche Kultuurkamer (chambre culturelle néerlandaise), à laquelle tous les créateurs, journalistes, acteurs sont tenus d'adhérer mais qui refuse d'affilier les Juifs. Avocats et médecins n'ont le droit d'exercer leur profession qu'auprès d'une clientèle également juive. Les enfants juifs sont tous expulsés des écoles non juives.
Dans l'espace public, les Juifs se voient refuser l'accès aux théâtres, aux cinémas, aux piscines, aux plages et aux parcs. Les cafés et autres lieux publics comme les bibliothèques leur sont également interdits, une interdiction que ces lieux ont l'obligation de signaler par des panneaux affichant le message « Voor Joden verboden» (interdit aux Juifs).

#### Spoliations financières des biens juifs
À partir du 8 août, toutes les entreprises, fondations et associations juives ainsi que les particuliers dont le patrimoine dépasse la valeur de dix mille florins ou dont le revenu annuel supérieur à trois mille florins devaient faire enregistrer leurs biens. Tous les titres et avoirs ainsi que les sommes en espèces supérieures à mille florins doivent être déposés auprès de l'agence Lippmann, Rosenthal & Co. Sarphatistraat à Amsterdam, un établissement bancaire repris par les Allemands et transformé en société écran. Les personnes soumises à l'obligation de retrait, principalement les plus aisées compte tenu des limites d'exonération, perdaient ainsi le droit de disposer de leurs avoirs. Les titulaires de comptes pouvaient certes retirer de l'argent de leurs avoirs pour subvenir à leurs besoins, mais ils devaient en faire la demande auprès du service de contrôle de la banque et obtenir son autorisation. La valeur totale des actifs livrés à la banque est estimée entre 325 et 455 millions de florins.
Par ailleurs, les Juifs possédant des terres agricoles doivent les déclarer et les vendre avant le 1er septembre 1941.

#### Création du Conseil juif d'Amsterdam
Le 12 février 1941, Hans Böhmcker, le remplaçant temporaire d'Arthur Seyß-Inquart, (alors en vacances), ordonna à Abraham Asscher et à deux rabbins de constituer un Conseil juif pour la ville d'Amsterdam (Joodsche Raad voor Amsterdam). L'historien David Cohen et Abraham Asscher, diamantaire et président du conseil de la communauté juive d'Amsterdam, en sont nommés présidents. La première tâche qui leur est assignée par les autorités d'occupation est de faire en sorte que tous les Juifs remettent aux autorités les armes en leur possession, y compris les armes blanches[réf. nécessaire]. Ce conseil sera amené à jouer un rôle très important et à créer de nombreuses antennes à travers tout le pays. En effet, les autorités d'occupation décident que ce conseil juif sera leur seul interlocuteur et que toutes les organisations juives existantes doivent désormais être intégrées dans ce seul organisme. Le seul journal juif autorisé est par ailleurs le Joodsche Weekblad - dont le dernier numéro paraîtra en septembre 1943. Les interdictions et les mesures de persécution ordonnées par les autorités d'occupation à l'encontre de la population identifiée comme juive selon la définition nazie y sont publiées.

#### Grève de février 1941
Le 17 février, le quartier juif d'Amsterdam est bouclé et entouré de barbelés et l'administration de la ville est informée de la volonté allemande d'y créer un ghetto. À partir du 22 février, les occupants commencent à effectuer des rafles systématiques dans le but de débusquer les Juifs entrés dans la clandestinité. La première de ces perquisitions a lieu dans la capitale et dure environ deux jours. Au total, 425 hommes juifs sont arrêtés puis déportés dans les camps de concentration de Buchenwald et Mauthausen. Le commissaire général Rauter justifie cette rafle par des troubles survenus dans le quartier juif d'Amsterdam, lors d'un défilé le 11 février d'une quarantaine d'hommes de la «Wehrabteilung» (Section de défense) - une sous-section du Nationaal-Socialistische Bewegingsous la direction de Hendrik Koot - et au cours desquels ce dernier avait été blessé et été décédé trois jours plus tard.
Le 24 février, une réunion en plein air se tient sur le Noordermarkt afin d'organiser une grève pour protester contre ces arrestations ainsi que la menace ressentie par les ouvriers de se voir contraindre au travail forcé en Allemagne. Le Parti communiste des Pays-Bas, rendu illégal par les Allemands, imprime et diffuse un appel à la grève générale dans toute la ville dès le lendemain matin. Les premiers à faire grève sont les conducteurs de tramway de la ville, suivis par d'autres services municipaux ainsi que des entreprises comme De Bijenkorf et des écoles. Au total, 300 000 personnes se joignent à la grève, paralysant une grande partie de la ville et prenant les Allemands par surprise.
Bien que les Allemands aient immédiatement pris des mesures pour réprimer la grève, celle-ci s'étend néanmoins à d'autres régions, notamment Zaanstad, Kennemerland à l'ouest, Bussum, Hilversum et Utrecht à l'est et au sud. La grève est brutalement réprimée par les occupants, 9 personnes sont tuées, 24 grièvement blessées et de nombreux grévistes arrêtés.

#### Demande d'émigration contrainte pour les réfugiés juifs
À partir de décembre, tous les réfugiés juifs aux Pays-Bas qui ne sont pas de nationalité néerlandaise sont obligés de remplir un formulaire correspondant à une demande de départ (néerlandais : verzoek om emigratie). Un grand nombre de données personnelles doivent être renseignées dans ce formulaire, dont certaines sont non liées à un éventuel départ.Tous doivent souscrire à cette obligation, quelles que soient les possibilités réelles de quitter le pays.

### 1942

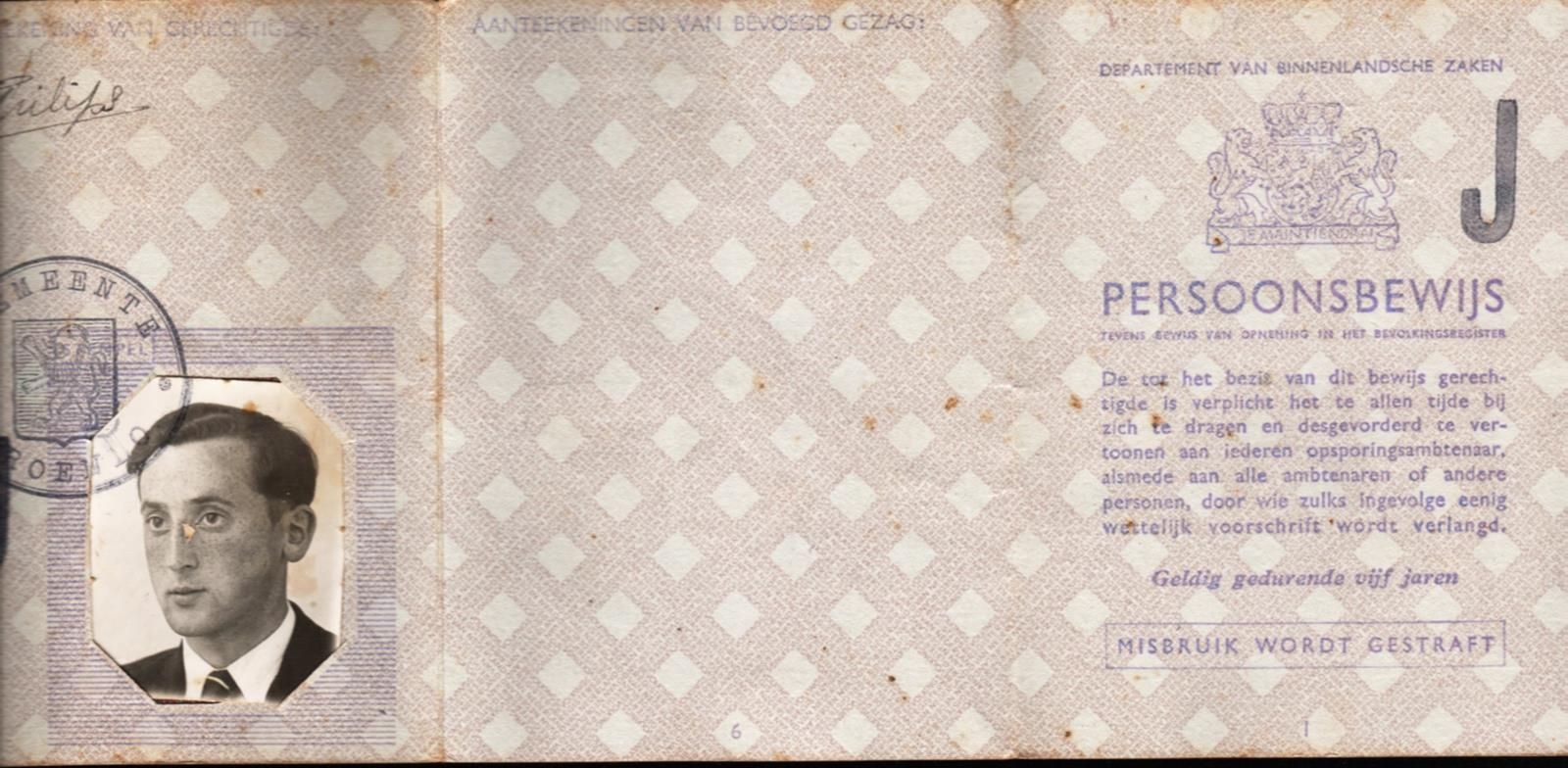
Persoonsbewijs avec J estampillé clairement visible dans le coin supérieur droit

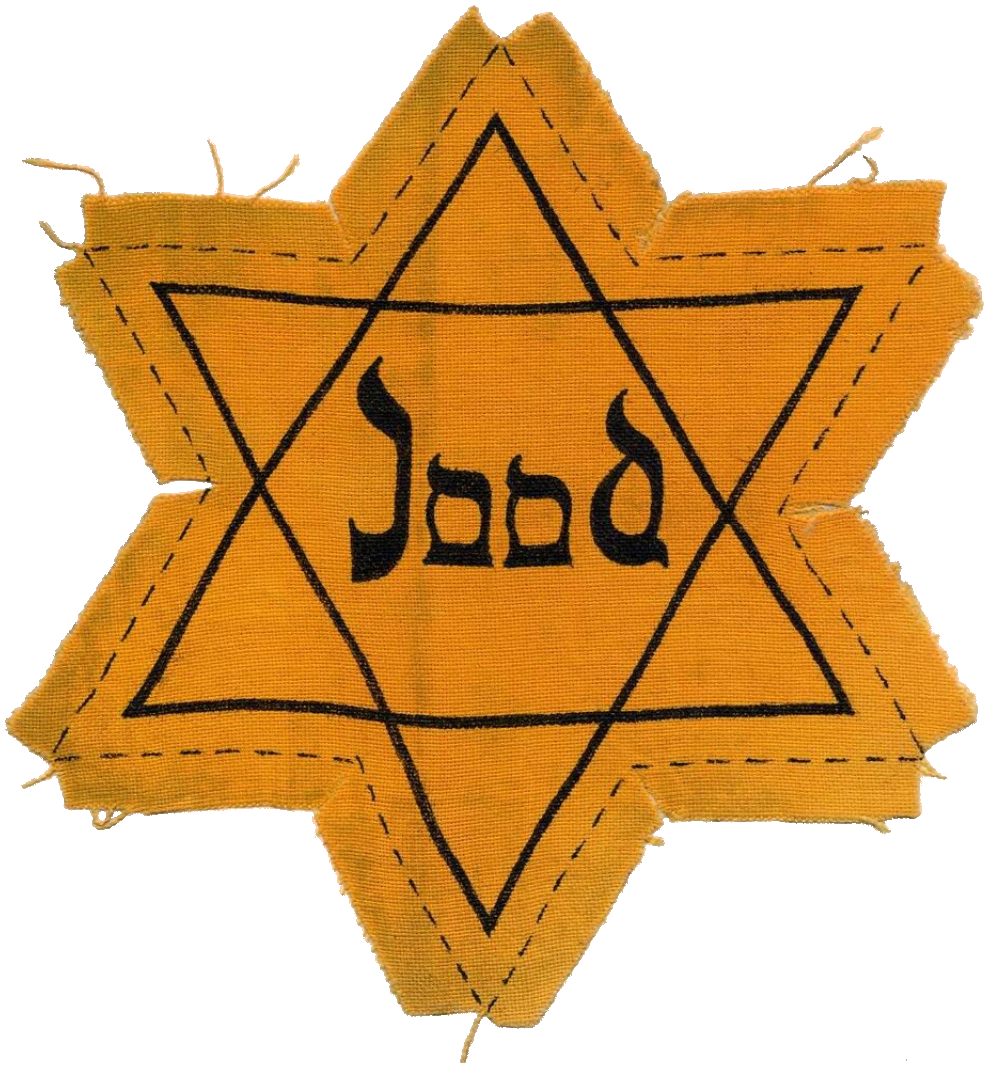
Étoile jaune(1942)

À partir du 23 janvier 1942, la population néerlandaise a l'obligation de porter en tout temps sur eux une pièce d'identité (néerlandais : persoonsbewijs). Celui-ci contient une photo, la signature de la personne et son empreinte digitale. Ceux émis pour les Juifs ont la particularité d'avoir un «J» majuscule estampillé dans le coin supérieur droit de la pièce d'identité. À cette obligation s'ajoute, dès le 3 mai 1943, celle de porter en permanence l'étoile jaune pour tous les Juifs classifiés comme "Juifs à part entière" (allemand : "Volljude") et les "Demi-Juifs". Depuis la fin mars, il leur est par ailleurs interdit de se marier avec quelqu'un de non-Juif.
Peu avant la seconde moité de l'année, une nouvelle vague de persécution s'abat sur la population juive aux Pays-Bas.

#### Regroupement, spoliation et déportation
À partir de mai, de nombreux Juifs vivant dans la périphérie d'Amsterdam sont contraints de quitter leurs appartements pour être assignés à des logements déjà habités par des familles juives vivant plus au centre de la capitale. Au début de l'année, les Juifs avaient déjà commencé à être « évacués » des zones rurales des provinces et réinstallés dans les grandes villes. Les appartements abandonnés sont la proie de l'opération M (M-Aktion) : les objets de valeur, mais aussi les habits et les effets ménagers sont confisqués tandis que les logements sont scellés par la police néerlandaise.
Parallèlement à cela, la population juive se voit infliger de nouvelles contraintes, visant à la ségréguer totalement du reste de la population néerlandaise.
Dès le 30 juin : 
- couvre-feu entre 20h00 et 6h00 (obligation de rester chez soi)[33]
- interdiction d'utiliser les tramways d'Amersterdam[33]

Dès le 6 juillet : 
- interdiction de téléphoner[24]
- interdiction de se rendre en visite chez des personnes non juives[24]

Dès le 17 juillet :
- obligation de faire ses achats uniquement entre 15h et 17h

Dès septembre :
- interdiction définitive d'étudier
- interdiction de s'asseoir sur les bancs publics

### 1943
La déportation de la population juive se poursuit à un rythme accéléré. En mai et en juin, de grandes rafles ont lieu à Amsterdam : le 26 mai, 3 000 Juifs sont faits prisonniers ; le 20 juin, plus de 5 000. La dernière grande rafle a lieu le 29 septembre : les présidents du Conseil juif ainsi que les personnes ayant bénéficié d'exemptions à la déportation sont faits prisonniers et envoyés à Westerbork. Après cette date, pratiquement plus aucun juif ne vit à Amsterdam, du moins en dehors de ceux entrés en clandestinité.
Les autorités d'occupation sont satisfaites de la manière dont se déroule le processus de spoliation et d'« aryanisation » aux Pays-Bas qui d'après elles, se déroulent mieux que dans d'autres régions occupées d'Europe. Dans un rapport secret envoyé à Seyss-Inquart, l'aryanisation y est décrite comme étant "presque au trois-quarts achevée".

## Camps de travail, camps de concentration et camp de transit

### Camps de regroupement et de transit de Westerbork
Aux Pays-Bas, le camp de regroupement et de transit de Westerbork est l'anti-chambre de la mort* , la dernière étape avant la déportation vers les camps de la mort. Dès juillet 1942 à septembre 1944, c'est de là que partiront en effet tous les trains de la déportation. Au total, 100 657 personnes seront déportées depuis le camp de transit de Westerbork.

### Camps de travail
Le 10 octobre 1941, Arthur Seyss-Inquart informe la population juive que tous les hommes au chômage comptabilisés comme juifs sont désormais obligés d'aller travailler dans des camps de travail. Ces camps, composés de baraquement en bois sommaire, sont pour l'essentiel situés à l'ouest et à l'est du pays et sont une réaffectation de camps construit durant la crise économique des années 1930 par les autorités néerlandaises dans le cadre de programme d'occupation pour chômeurs. Potentiellement, ces camps de travail concernent une large part de la main-d’œuvre masculine juive, dont une part était déjà chroniquement affectée par des périodes de chômage avant-guerre et qui est maintenant de plus économiquement très affectée par les interdictions professionnelles antisémites en vigueur. On ne connaît pas le nombre exact de camps de travail créés aux Pays-Bas. Certains de ces camps pouvaient ne concerner que quelques dizaines d'hommes ou constituer un camp satellite temporaire d'un autre camp de travail.
Ces camps de travail ne sont pas des camps de concentration. Au départ, les hommes partent même rencontrer leur famille durant le week-end et sont payés (bien que mal) pour leur travail. Plus le temps passe et plus les conditions empirent et deviennent de plus en plus comparables à celles d'une prison. En octobre 1942, tous les camps de travail sont démantelés et leurs occupants transférés de force au camp de regroupement et de transit de Westerbork .

### Camps de concentration de Bois-le-Duc
À l'hiver 1942, les Allemands entament la construction du camp de concentration de Bois-le-Duc, où les premiers détenus arrivent en janvier 1943, en provenance du camp de transit d'Amersfoor. Le nom officiel du camp de Bois-le-Duc en allemand est Konzentrationslager Herzogenbusch et il a rapidement été nommé Kamp Vught en néerlandais par la population en raison de sa proximité avec la localité éponyme. Le camp comprend différentes sections, dont la plus importante est celle constituée par le camp de transit juif (Judendurchgangslager). Les prisonniers y sont astreints au travail forcé et sont organisés en kommandos de travail dont certains travaillent à l'extérieur du camp, notamment pour les usines Philips. Des prisonniers juifs des deux sexes travaillent dans le camp et bénéficient d'une dispense qui les préserve temporairement de la déportation. Ces dispenses peuvent à tout moment être révoquées et le sont régulièrement.
Le 5 juin 1943, les 1270 enfants juifs du camp, âgés de 0 à 16 ans, sont déportés à Westerbork puis de là Sobibor, où ils sont tous exterminés. Au total, environ 10 500 prisonniers juifs voient leur dispense révoquée durant l'été 1943 et sont transférés au camp de Westerbork. Un convoi unique part pour Auschwitz le 15 novembre 1943, avec à son bord 1150 personnes.

## Déportation

### Chaine de commandement et organisation

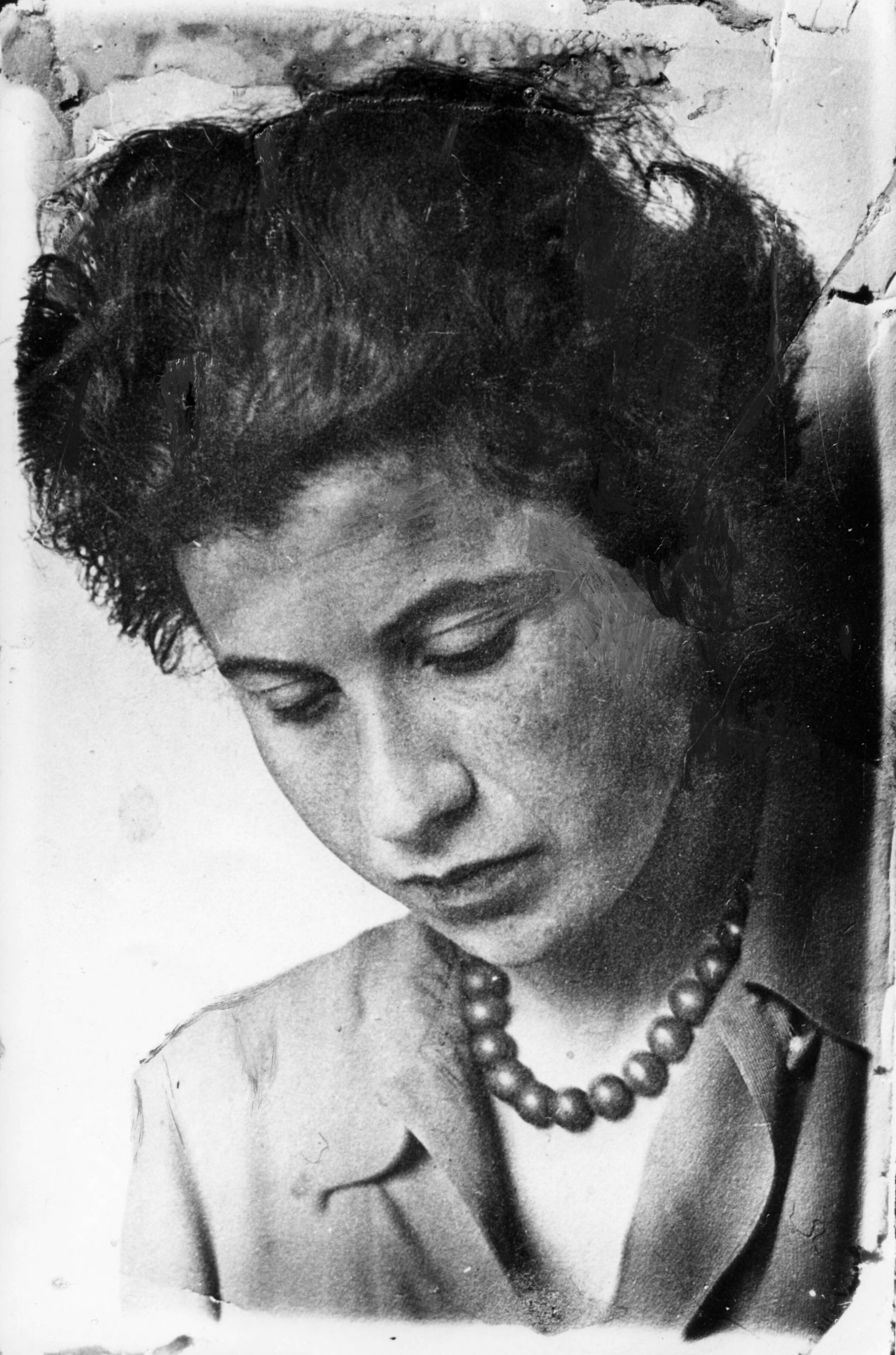
Etty Hillesum, dans les années 1930

L'ordre d'exterminer la population juive résidant aux Pays-Bas est donné par Adolf Eichmann le 20 juin 1942. Les ordres centraux proviennent de l'Office central de la sûreté du Reich, dirigé par lui-même. Aux Pays-Bas même, une sous-division de ce même département est établie à la Haye. A Amsterdam, l'office central pour l'émigration juive, sous la direction de Ferdinand aus der Fünten, est responsable des convocations pour la déportation ainsi que de leur exécution, y compris en faisant rechercher et arrêter toutes les personnes qui ne se présentent pas à leur convocation. Les arrestations sont coordonnées par la police allemande des Pays-Bas, appuyées par les forces de polices néerlandaises.
L'office central pour l'émigration juive à Amsterdam établit les listes des personnes qu'il veut déporter à partir des fichiers d'habitants juifs établis par les communes en 1941, sous demande de l'occupant allemand. Lorsque la déportation des Juifs d'une localité ou d'une région a été décidée, le chef de la police allemande en informe le chef de la police locale ainsi que le bourgmestre. Le seul cas de refus significatif de policiers néerlandais de procéder aux arrestations exigées est celui de la police d'Utrecht, où quinze policiers (sur 180) choisissent d'entrer en clandestinité plutôt que de collaborer avec l'ennemi.

### Déportations massives

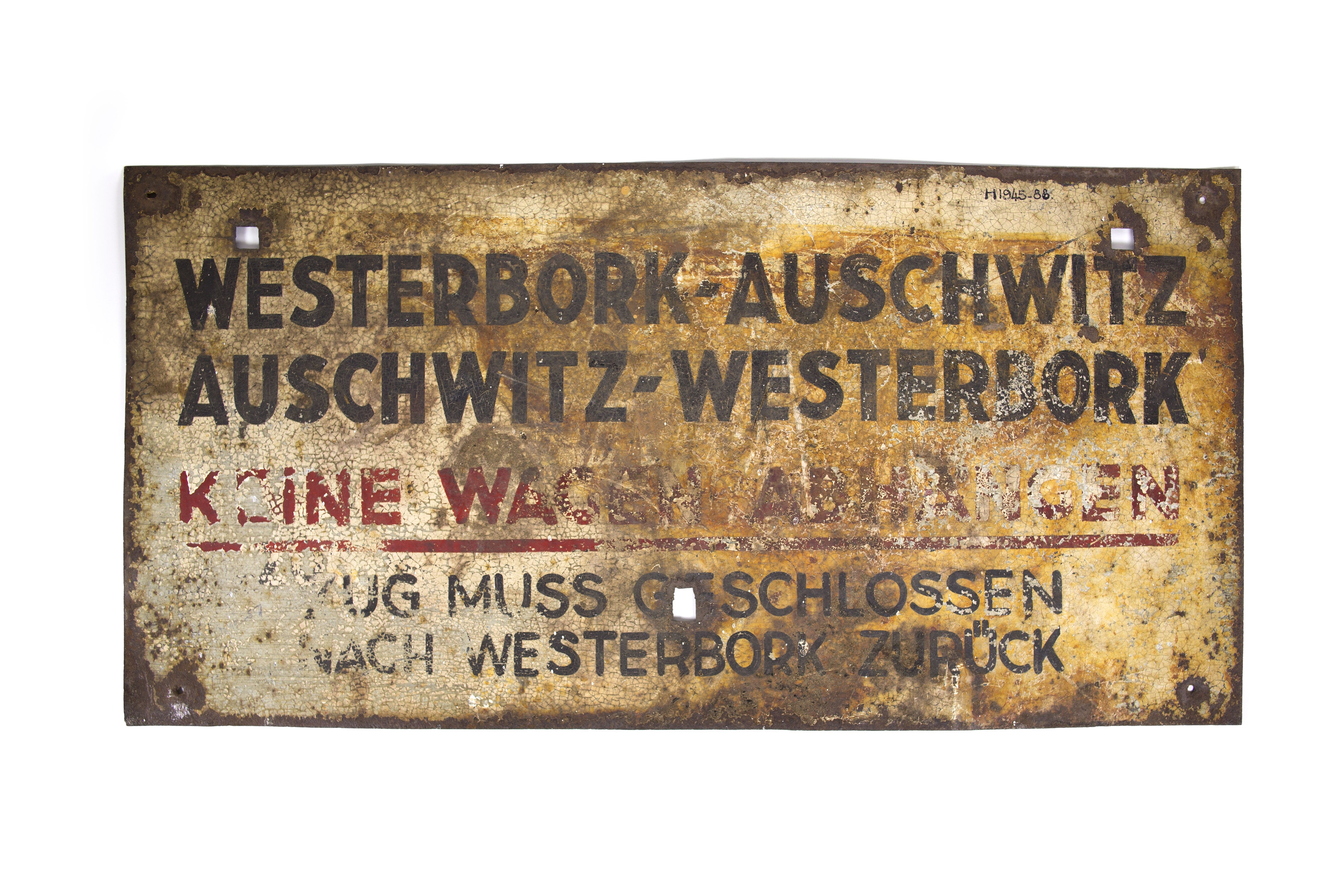
Convoi de Westerbrok à Auschwitz

Les déportations de prisonniers de Westerbrok vers les camps de concentration à l'Est commencent le 14 juillet 1942. Le rythme des déportations connaît deux très grands pics : en octobre 1942 (12 000 personnes arrêtées et déportées en un mois) et d'août à décembre 1943 (30 000 personnes déportés durant cette période). De juillet 1942 à septembre 1943, plus de 93 000 personnes sont déportées depuis Westerbrok. En septembre 1944, le nombre total de personnes déportées se monte à 107 000.
Les trains de la mort comprennent en moyenne 1 000 personnes à bord. Au total, 113 trains partiront de Westrerbork vers les camps de concentration, dont 78 pour Auschwitz, 19 pour Sobibor, 9 pour Bergen Belsen et 7 pour Theresienstadt. Jusqu'à août 1943, la principale destination des trains était Auschwitz, après cette date, c'est Sobibor qui devient la principale destination. Le camp de Theresienstadt fonctionne également comme camps de transit et une très large majorité des déportés (en moyenne plus de 75 %) est ensuite transférée vers un camp d'extermination. Dans deux des transports les prisonniers sont transférés à Bergen-Belsen (100% des prisonniers du convoi n° 8 et 74 % des prisonniers du transport n° 3 en provenance de Westerbrok via Theresienstadt).
À partir du 14 juillet 1942, les déportations massives de prisonniers juifs des Pays-Bas vers les […] de l'Est commencent. Environ 101 000 des 107 000 Juifs des Pays-Bas ont été déportés de Westerbork seulement. A cet effet, un train circulait une fois par semaine jusqu'en 1944 sur un itinéraire spécialement aménagé vers l'est, les principales destinations étant les camps de concentration d'Auschwitz, Sobibor, Bergen-Belsen et Theresienstadt. Le dernier de ces trains de déportation quitte Westerbork le 13 avril. Septembre 1944 vers Bergen-Belsen. Seuls environ 5 000 des Juifs déportés des Pays-Bas sont revenus vivants dans leur patrie après la fin de la guerre. Les nazis tenaient des registres précis des détenus des camps, de sorte qu'aujourd'hui presque tous les noms, dates de naissance et dates de décès sont connus. Parmi les victimes les plus célèbres passées en par le camp de Westerbork l'écolière Anne Frank, et l'enseignante Etty Hillesum, toutes deux devenues mondialement célèbres après guerre à la suite de la publication de leurs journaux intimes.
Le camp de Westerbork est libéré par les troupes canadiennes le 1er avril 1945, il y avait encore à cette époque plus de 850 détenus juifs dans le camp.

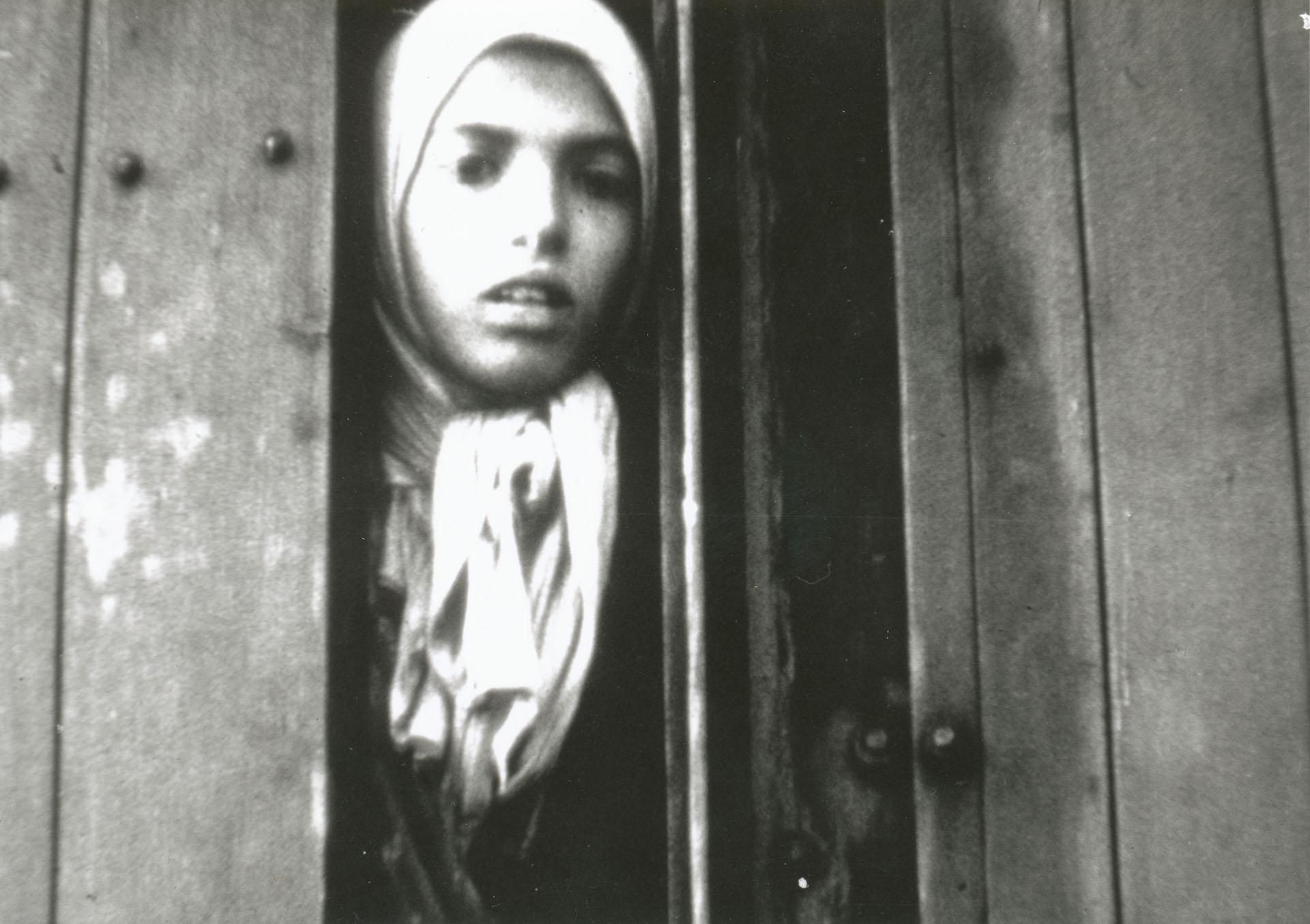
Settela Steinbach dans un wagon bétailler, transport au camp d'extermination - camp Auschwitz-Birkenau, janvier 1944

Outre les Juifs, 254 Sinti néerlandais ont également été déportés vers les camps d'extermination depuis Westerbork. Ainsi, le 1er mai 1944, 244 personnes sont déportées à Auschwitz depuis Westerbork. Dans ce convoi se trouvent Sintiza Settela Steinbach et son frère aîné Celestinus "Willy" Steinbach, qui sont déportés en même temps que leur famille vers le camp de la mort d'Auschwitz-Birkenau. Tous y périssent à l'exception de son père.
Les historiens font état de tensions importantes entre les Juifs néerlandais et allemands à Westerbork. Les détenus néerlandais étaient convaincus que la dureté des mesures qui leur étaient imposées était en grande partie due au grand nombre de Juifs qui avaient fui vers les Pays-Bas. À Westerbork, le chef du service de sécurité juif local, Kurt Schlesinger, était chargé de dresser les listes de déportation. Malgré son incarcération, il collabora avec le commandant du camp, Albert Konrad Gemmeker.

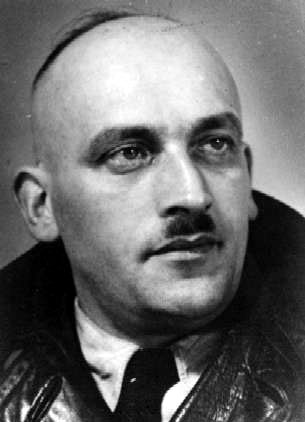
Kurt Schlesinger, (vers 1942)

Les membres du service de sécurité étaient également secrètement appelés les « SS juifs» (néerlandais : joodse SS) par les autres prisonniers. Schlesinger a régulièrement utilisé sa position pour expulser principalement des Juifs d'origine néerlandaise et pour faire expulser des détenus juifs allemands. En échange d'argent ou d'autres faveurs, il protégeait partiellement les détenus de l'expulsion ou changeait de destination d'expulsion vers des destinations supposées «meilleures[réf. nécessaire]

### Homosexuels
Le code pénal allemand et son article 175 qui réprime fortement l'homosexualité est théoriquement également en vigueur dans les Pays-Bas occupés. Dans les faits, la répression de l'homosexualité y reste beaucoup plus mesurée. Trois hommes homosexuels non-juifs ont été déportés dans des camps en Allemagne. Près de 90 hommes non-juifs ont également été condamnés pour homosexualité et mis en prison aux Pays-Bas. En ce qui concerne les homosexuels juifs, leur sort a été le même que leurs coreligionnaires.

### Résistance néerlandaise
Durant la guerre, environ 25 000 personnes identifiées comme juives selon la définition nazie sont entrées en clandestinité et ont ainsi tenté de résister à leur propre déportation. Parmi eux, environ 9 000 ont finalement été capturés lors de rafles ou à la suite de trahisons.
L'homme d'affaires Johan Hendrik Weidner a fondé le réseau néerlandais de Paris en 1941, qui a aidé un total d'environ 1 000 personnes, dont 800 Juifs, des Pays-Bas, de Belgique et de France à fuir vers des pays neutres d'Espagne, du Portugal et de Suisse.

## Nombre et pourcentage de victimes
En 1961, une commission officielle néerlandaise publie un rapport sur la population juive survivante après guerre. Elle établit que seulement 35 000 des quelque 140 000 personnes identifiées comme juives durant l'occupation nazie ont survécu à la Shoah. À ce nombre s'ajoutent 20 000 personnes survivantes comptabilisées comme à moitié juive ou quart juive durant cette même période. En 1947, 28 000 personnes en tout et pour tout s'identifient comme étant juives. Proportionnellement, la communauté juive néerlandaise est la plus durement affectée d'Europe occidentale.
Très peu de personnes déportées ont survécu. 107 000 ont été déportés pendant l'occupation et seuls 5 200 sont revenus vivants par la suite. Cela signifie qu'environ 73 % de la population juive n'a pas survécu à la Shoah. Il y avait de grandes variations dans le nombre de victimes à travers le pays. À Amsterdam, le taux de victime est de 75 %, un taux assez proche de la moyenne nationale. Au bas de l'échelle se trouvait la commune de Zeist (province d'Utrecht), où 33 % de la population juive n'a pas survécu à la guerre. À l'opposé se trouve par exemple la municipalité de Winschoten (province de Groningue), où 88% des Juifs ont été assassinés dans la Shoah.

### Comparaison avec d'autres pays
La proportion de victimes juives aux Pays-Bas est élevée par rapport à d'autres pays européens d'Europe occidentale où les Juifs ont également été persécutés. Ainsi en Belgique, 40 % de Juifs ont été assassinés lors de la Shoah, en France, le pourcentage est d'environ 25 % (France occupée et zone libre comprises). Au Luxembourg, la proportion de la population juive assassinée se situe aux alentours de 20 %. À l'Est en revanche, le Reich allemand a atteint des pourcentages de victimes plus élevés que les Pays-Bas avec 84 % et la République tchèque, où 90 % des résidents juifs ont été tués.

## Difficile retour des survivants
Dans les derniers mois de la guerre, une minorité de Juifs déportés depuis les Pays-Bas sont encore vivants et se trouvent essentiellement dans les camps d'Auschwitz, Bergen-Belsen et Theriesienstadt.
Devant l'avancée de l'Armée rouge, les nazis décident d'évacuer le camp d'Auschwitz et de ses nombreux camps satellites à partir de janvier 1945. Cette évacuation se fait à pied, dans des conditions catastrophiques. Les déportés sont contraints de marcher 56 kilomètres en direction de Loslau (Wodzisław Śląski), dans un froid glacial, sans nourriture suffisante, abattu par les gardes au moindre signe de défaillance. Des dizaines de milliers de personnes meurent dans cette marche de la mort, soit un quart des prisonniers ayant entamé cette marche. Les survivants sont chargés dans des wagons composés de plateformes à ciel ouvert dans les villes de Loslau et Gleiwitz (Gliwice) en direction de l'Allemagne.
La libération du camp de Theresienstadt a lieu le 15 avril, celle du camp de Bergen-Belsen le 8 mai 1945. Peu avant la fin de la guerre, de nombreux prisonniers d'autres camps de concentration déjà évacués avaient été amenés notamment à Bergen-Belsen. Sur les 60 000 survivants au moment de sa libération, 14 000 autres sont morts dans les premières semaines qui ont suivi. Par ailleurs, peu avant la libération, trois trains de prisonniers partaient de Bergen-Belsen en direction de Theresienstadt, le dernier train étant notamment occupé par de nombreux prisonniers néerlandais. Après une odyssée à travers l'Allemagne, ce transport, connu sous le nom de « train perdu », arrive finalement dans la ville de Tröbitz dans le sud du Brandebourg, où les prisonniers sont libérés peu après par les troupes alliées. Environ 850 Néerlandais ont survécu à la guerre dans le camp de concentration de Theresienstadt, dont David Cohen, le président du Joodsche Raad van Amsterdam.
Après la libération, de nombreux juifs déportés tentent de rentrer aux Pays-Bas le plus rapidement possible. Cependant, comme le gouvernement néerlandais, qui venait de rentrer d'exil, ne leur propose aucune aide, la plupart d'entre eux devaient organiser eux-mêmes leur retour. Certains trouvent de la place dans les transports militaires, d'autres sont contraints de rentrer chez eux à pied. Les Néerlandais juifs qui sont restés dans le camp de concentration d'Auschwitz ont devant eux un voyage de retour particulièrement difficile : les libérateurs soviétiques les ont d'abord envoyés via Katowice et Czernowitz à Odessa. Un navire néo-zélandais les a ensuite emmenés à travers la mer Noire et la Méditerranée jusqu'à Marseille en France. De là, le groupe devait se rendre aux Pays-Bas via Paris et Bruxelles.
L'accueil réservé aux Juifs de retour est froid dans de nombreux endroits. Durant la guerre, l'antisémitisme s'est accru.. Des récits antisémites continuent à circuler, sur des Juifs qui occuperaient indûment des positions importantes, qui viendraient déterrer leur or, on les accuse d'ingratitude vis-à-vis de l'aide apportée, on les soupçonne de vouloir monnayer un statut de victime spéciale, etc. Les survivants les plus en butte au rejet de la société néerlandaise sont les Juifs émigrés allemands, appréhendés avant tout comme des ressortissants allemands (l'ennemi) et non comme des victimes de la persécution nazie,.Du côté des autorités, l'heure n'est pas à la contrition, bien au contraire : elles minimisent l'existence de l'antisémitisme tout en s'en prévalant pour décider qu'il est important de ne pas aider spécifiquement les survivants de la Shoah! Beaucoup de survivants juifs trouvent leurs appartements ou maisons occupés par d'autres, à qui ils ont été loués ou vendus. Bien que ce soient les autorités néerlandaises qui aient mis en œuvre la spoliation des Juifs et l'expulsion de leurs logements, ces mêmes autorités se refusent à aider les survivants juifs à retrouver un logement.
[…] avaient tendance à se méfier de ceux qui étaient revenus, et après leur arrivée, beaucoup ont dû être hébergés dans des camps d'accueil comme un bâtiment appartenant à l'usine Philips à Eindhoven ou un monastère à Vlodrop Leurs biens personnels ont généralement disparu à la suite de la spoliation systématique organisée par les forces d'occupations (M-Aktion).
Les historiens contemporains estiment que dans l'immédiat après-guerre, 6 000 survivants juifs de la Shoah originaires des Pays-Bas choisissent l'exil, essentiellement aux États-Unis et au Canada et, dans une moindre mesure, vers Israël ; le mouvement migratoire s'est poursuivi et au total, c'est près de 35 % des survivants juifs néerlandais qui ont choisi de quitter leur patrie d'origine.

## Travail de mémoire

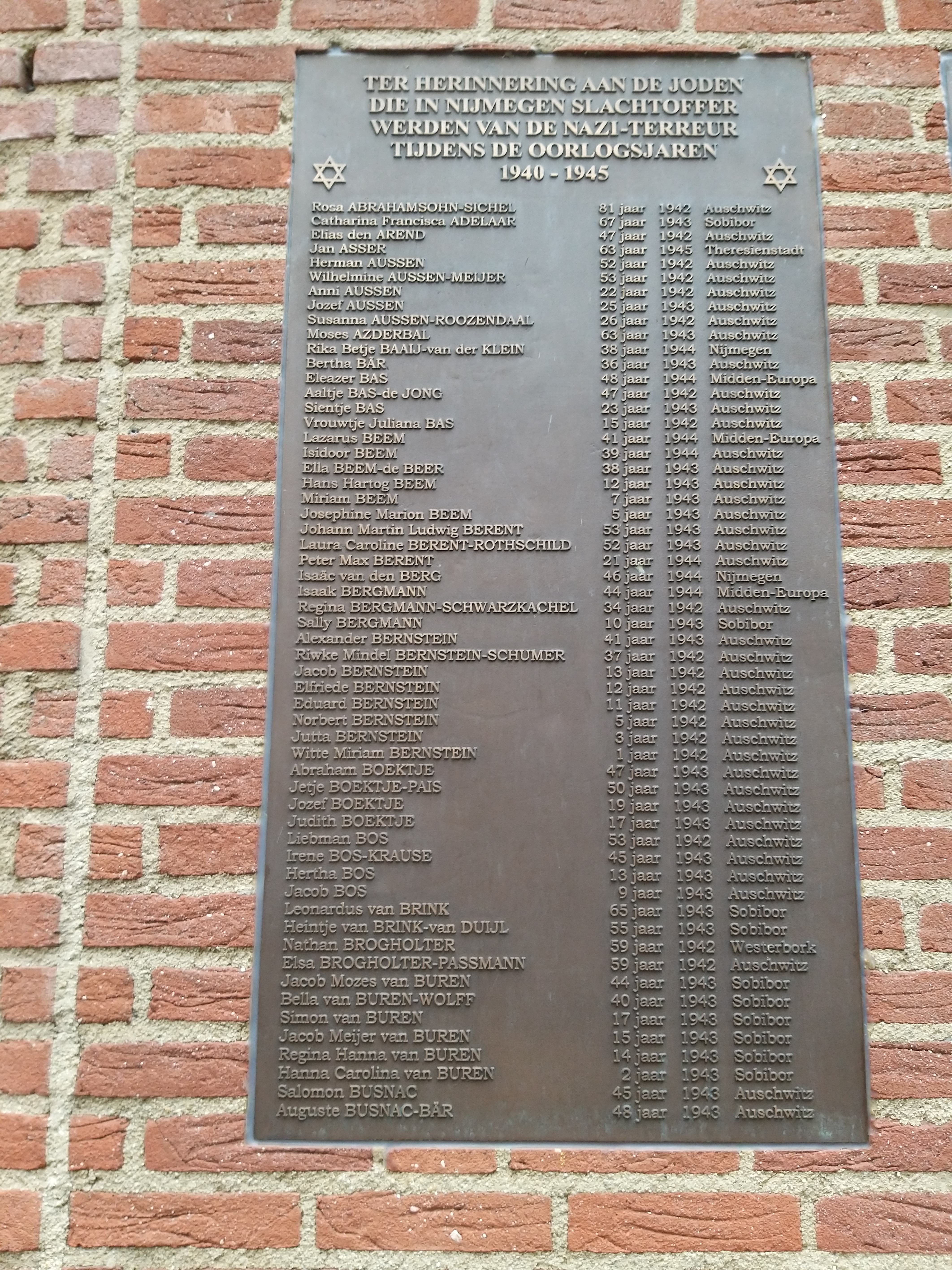
Plaque commémorative à Nimègue avec une liste de noms de victimes juives

Au milieu des années 1990, la question des biens juifs en déshérence est vivement débattue au niveau international. Aux Pays-Bas, cinq comités sont créés et chargés d'enquêter sur ce qu'il était advenu des biens de la population juive pendant la guerre et la manière dont ceux-ci ont été restitués aux ayants droit après-guerre. Il en ressort que la restitution a été déficiente et que des institutions financières détiennent des fonds juifs en déshérence.
En 2000, le gouvernement néerlandais a officiellement présenté ses excuses aux victimes de l'Holocauste pour leur attitude "froide" envers les Juifs et a promis une compensation financière de 14 000 florins chacun à ceux qui étaient encore en vie. Le contexte de cela était des questions sur une éventuelle compensation pour les biens juifs expropriés, qui se posaient de plus en plus vers le milieu des années 1990. Diverses séries de consultations entre la communauté juive et des représentants du gouvernement néerlandais ont conduit à la création de plusieurs commissions qui ont traité de la localisation et de la valeur monétaire des avoirs juifs volés. Ces commissions sont arrivées à la conclusion que les personnes concernées n'avaient pas été indemnisées de manière adéquate, amenant à la création de la fondation Stichting Collectieve Maror-gelden. Depuis lors, cette fondation examine les réclamations qui ont été faites et est responsable du versement des indemnités. Le nom de la fondation fait référence au maror, ces herbes amères traditionnellement consommées le soir du Seder au début de la fête juive de la Pâque.
Le 1er avril 2005, à l'occasion du 30e anniversaire du Centrum Informatie en Documentatie Israël (CIDI), le gouvernement néerlandais reconnaît officiellement et pour la première fois - par la voix de son Premier ministre de l'époque, Jan Peter Balkenende - le rôle des autorités néerlandaises dans l'extermination des Juifs néerlandais. Cependant, contrairement à ses homologues danois et belges, le premier ministre s'abstient de présenter ses excuses à la communauté juive de son pays. Il se contente en effet de déclarer à ce propos :
« Er waren Nederlandse gezagsdragers die meewerkten met de bezetters. Zij droegen bij aan een gruwelijk proces waarin joodse Nederlanders hun rechten werden ontnomen en waarin de menselijke waardigheid van joodse landgenoten werd geschonden. We weten dat er in Nederland veel mensen waren die zich met gevaar voor eigen leven – en vaak met succes – voor hun medemensen hebben ingezet. Maar er was in ons land ook veel kilte. Veel onverschilligheid. En verraad »
« l y a eu des autorités néerlandaises qui ont collaboré avec les occupants. Ils ont contribué à un processus macabre dans lequel les Néerlandais juifs ont été privés de leurs droits et dans lequel la dignité humaine de leurs compatriotes juifs a été violée. Nous savons que de nombreuses personnes aux Pays-Bas ont risqué leur vie - et souvent avec succès - pour prochains. Mais il y a aussi eu beaucoup de froideur dans notre pays. Beaucoup d'indifférence. Et de la trahison »
.

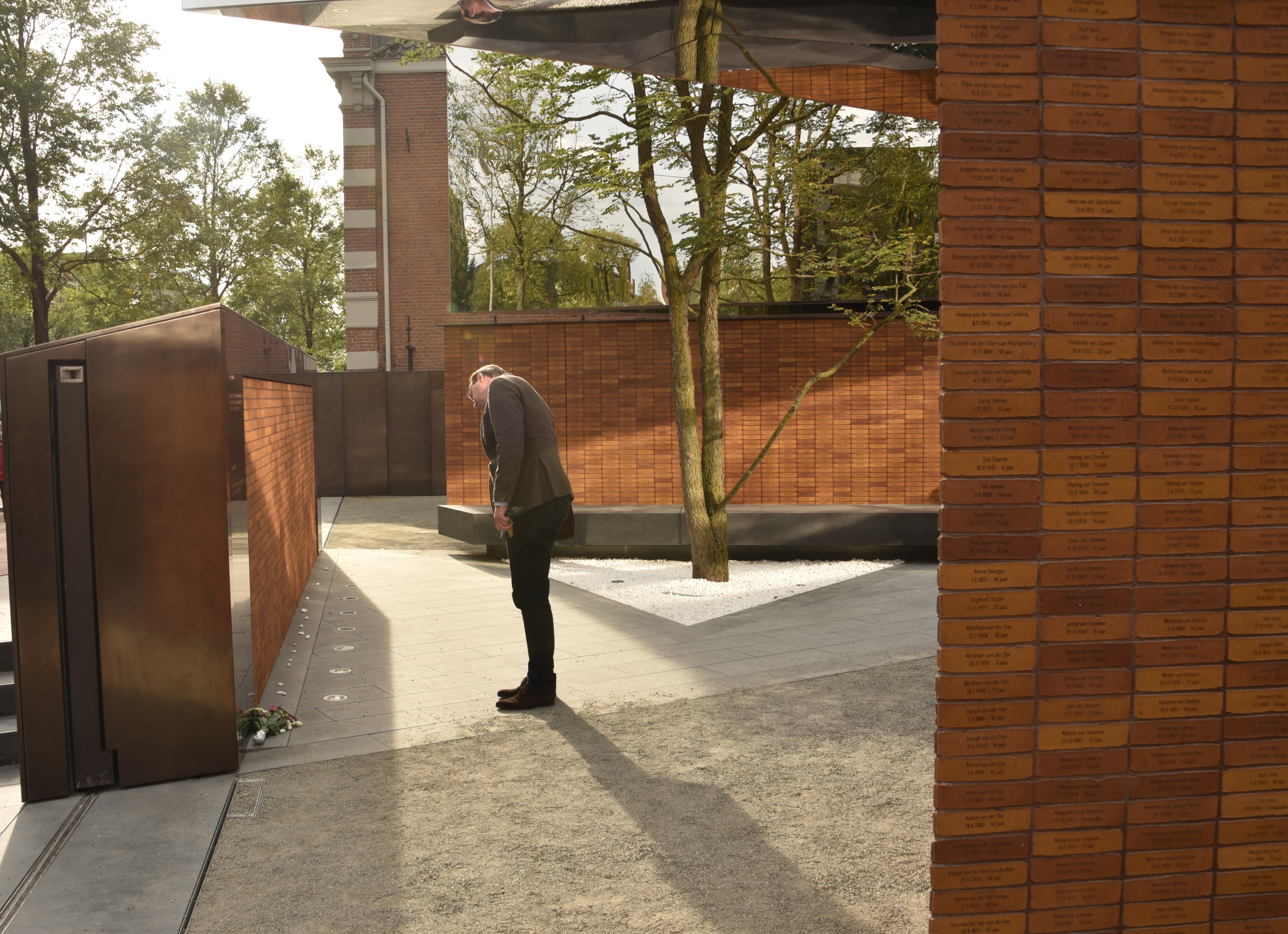
Monument du nom de l'Holocauste, 2021

Peu de temps après, la direction de la Compagnie des chemins de fer néerlandais, dont la coopération active a permis la déportation des Juifs, a présenté pour la première fois des excuses officielles à la communauté juive. En 2018, cette compagnie accepte de payer des compensations financières aux familles de survivants.
Un mémorial appelé Holocaust Name Monument, conçu par l'architecte Daniel Libeskind, a été inauguré le 19 avril 2021 par le roi Wilhem-Alexander des Pays-Bas et a ouvert ses portes au public en septembre 2021 en tant que mémorial national de l'Holocauste des Pays-Bas. Ce mémorial est composé de plusieurs murs, qui vus du ciel forment quatre lettres hébraïques לזכר (en français "à la mémoire "). Les murs sont fabriqués avec des briquettes rouges. Chaque brique comporte le nom d’une victime, Juifs néerlandais et Roms. Sur les 140 000 juifs néerlandais d’avant-guerre, 102 000 ont péri durant l’Holocauste, que ce soit aux Pays-Bas ou à l’étranger pour ceux qui ont été déportés,

### Poursuite des criminels de guerre
Environ trois mois après la fin de la guerre, les prisons néerlandaises détenaient plus de 90 000 détenus enregistrés accusés d'avoir participé à des crimes de guerre. Cependant, on suppose que le nombre de personnes effectivement internées était beaucoup plus élevé, en particulier dans les premiers mois après la libération. Deux ans plus tard, cependant, ce nombre était tombé à moins de 20 000 personnes. Cela reflète une approche modifiée de la question du traitement des collaborateurs, qui s'est rapidement adaptée aux réalités politiques réelles de l'après-guerre. Dès 1948, la princesse Juliana, déclare que les collaborateurs « doivent être réintégrés dans notre société à un moment donné» .

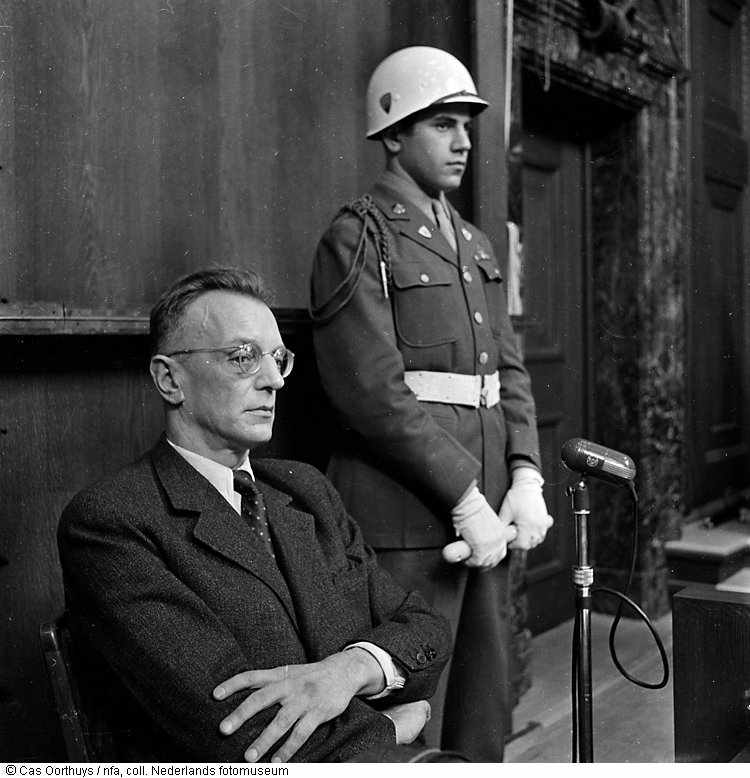
Arthur Seyss-Inquart lors du procès pour crimes de guerre de Nuremberg

Après la guerre, seuls quelques-uns des principaux participants à l'Holocauste aux Pays-Bas ont été punis.
Arthur Seyss-Inquart était parmi les accusés dans les procès de Nuremberg des principaux criminels de guerre et a été condamné à mort par pendaison. La sanction a été prononcée le 1 octobre, exécuté à Nuremberg le 16 octobre 1946. Une précédente demande d'extradition de la justice néerlandaise est toutefois restée lettre morte.
Après la guerre, Hanns Albin Rauter a été extradé vers les Pays-Bas et y a été condamné à mort. Le verdict a été prononcé le 25 mars 1949 exécuté à Schéveningue par un peloton d'exécution. Avant sa mort, Rauter a nié avec véhémence avoir eu connaissance de la Shoah. L'emplacement exact de sa tombe est traité comme un secret d'État.
Willi Lages, chef de l'Office central pour l'émigration juive à Amsterdam, et l'un des «Quatre de Breda »a été initialement condamné à mort en 1949, mais la reine Juliana y a opposé son refus, raison pour laquelle la peine a été commuée en réclusion à perpétuité. Lages a été libéré pour des raisons de santé en 1966 et est décédé de causes naturelles cinq ans plus tard.
D'autres accusés ont été poursuivis avec moins de véhémence ou ont réussi à échapper complètement aux poursuites. Par exemple, Albert Konrad Gemmeker, le commandant du camp de Westerbork, a été condamné à dix ans de prison par un tribunal spécial de Leeuwarden, au motif que le traitement correct des détenus du camp était une circonstance atténuante. Gemmeker a également affirmé n'avoir rien su du sort des Juifs dans les camps d'extermination.
Hans Fischböck, qui était en grande partie responsable de l'expropriation des Juifs néerlandais et du financement des déportations, a pu éviter toute poursuite pénale en se cachant d'abord à Munich après la fin de la guerre sous un faux nom, puis en fuyant vers l'Argentine (vraisemblablement grâce à une lignées de rats).

### Collaborateurs
En janvier 2025, les autorités néerlandaises ouvrent au public les dossiers de 425 000 collaborateurs présumés nazis - tous décédés  cette date -, par le consortium The War in Court. L’Institut NIOD d’études sur la guerre, les Archives nationales néerlandaises, l’Institut Huygens et la Fondation WO2Net ont entrepris de mener à bien ce projet. Les documents sont détenus par les Archives centrales néerlandaises de l'Administration spéciale de la justice (CABR) créées à la libération des Pays-Bas par les Alliés en 1945. Les lois sur la protection de la vie privée ayant expiré, ces documents sont devenues publics et consultables aux Archives nationales néerlandaises à La Haye.
Après la guerre, le gouvernement néerlandais avait enquêté sur 300 à 400 000 personnes pour collaboration avec les nazis, dont plus de 65 000 ont été jugées,. Nombre de personnes - victimes ou témoins - qui avaient été interrogées dans le cadre de ces enquêtes figurent sur ces listes, sans jamais avoir été suspectées ou accusées. En revanche, 200 000 Néerlandais avaient bien rejoint les forces armées nazies de la Wehmacht ou le Mouvement national-socialiste, parmi lesquels 150 000 individus ont été condamnés par la justice pour collaboration.

## Historiographie de la Shoah
Dans l'immédiat après-guerre paraissent les premiers ouvrages en néerlandais consacrés à la Shoah aux Pays-Bas. Ces ouvrages sont exclusivement écrits par des personnes de confession juive et de nationalité néerlandaise. Il s'agit notamment des livres de Hans Wielek, De oorlog die Hitler won (la guerre qu'Hitler a gagnée), paru en 1947 et d'Abel Herzberg, Kroniek der Jodenvervolging (chronique de la persécution juive); paru en 1950. La société néerlandaise ne semble pas se sentir concernée dans son ensemble.
Dans les années 1960 paraissent des livres d'un type nouveau, écrits par des psychiatres et qui documentent les effets durables des traumatismes endurés par les personnes identifiées comme juive durant l'occupation nazie. Un nouveau tournant a lieu dans les années 1970. La libération de Willy Langes, un des quatre de Breda en 1969, a en effet provoqué un véritable tollé qui secoue l'entier de la société néerlandaise. L'intérêt pour l'étude de la Shoah et ses implications pour la société dans son entier s'accroît.

### Ouvrages généraux
- (en) Ben Braber, This cannot happen here : Integration and Jewish Resistance in the Netherlands, 1940-1945, Amsterdam University Press, coll. « Studies of the Netherlands for War documentation », 2013, 198 p. (ISBN 978-90-485-1997-2, lire en ligne). .
- (en) Hans Derks, Victims and Perpetrators : Dutch Shoah, 1933/45 and Beyond, Brill Schoningh, 2018, 383 p. (ISBN 978-3506792181). .
- (de) Katja Happe, Viele falsche Hoffnungen : Judenverfolgung in den Niederlanden 1940-1945, Ferdinand-Schöningh, 2017 (ISBN 978-3-506-78424-7). .
- (nl) Jacques Presser, Ondergang : De vervolging en verdelging van het Nederlandse Jodendom 1940-1945, La Hague, Staatsuitgeverij/Martinus Nijhoff, 1965 (ISBN 978-90-12-01804-3, lire en ligne).  ; une version abrégée de cet ouvrage est publiée en anglais en 2010 sous le titre «Ashes in the Wind».
- (de) Peter Romijn, Der langue Krieg der Niederlande : Besatzung, Gewalt und Neuorientierung in den vierziger Jahren, 2017, 293 p. (ISBN 978-3-8353-1813-7).

### Articles
- Gerald Aalders, « Le pillage aux Pays-Bas et la restitution d'après-guerre », dans Constantin Goschler, Philippe Ther et Claire Andrieu (Eds), Spoliations et restitutions des biens juifs en Europe, Autrement, 2007 (ISBN 978-2-7467-0918-8), p. 236-251
- (en) Jennifer L. Foray, « The Nation Behind the Diary: Anne Frank and the Holocaust of the Dutch Jews », The History Teacher, vol. 44, no 3,‎ 2011, p. 329–352 (ISSN 0018-2745, lire en ligne)
- Ido De Haan, « Vivre sur le seuil : Judendurchgangslager Westerbork dans l'histoire et la mémoire des Pays-Bas », Revue d'histoire de la Shoah, vol. 181 « Génocides : Lieux (et non lieux) de mémoire », no 2,‎ 2004, p. 37-59
- (en) Peter Tammes, « Associating Locality-Level Characteristics With Surviving the Holocaust: A Multilevel Approach to the Odds of Being Deported and to Risk of Death Among Jews Living in Dutch Municipalities », American Journal of Epidemiology, vol. 188, no 5,‎ janvier 2019, p. 896-906 (lire en ligne)
- (en) Marc Van Berkel, « Holocaust representation in Dutch history textbooks 1960-2010 », Studi sulla formazione, vol. 18, no 2,‎ 2015, p. 47-68.
- (en) Geraldien von Frijtag Drabbe Künzel, « Being and Belonging: Benno Premsela, Joop Voet, Sándor Baracs and the Holocaust in Nazi-Occupied Amsterdam », Journal of Genocide Research, vol. 21, no 3,‎ 3 juillet 2019, p. 418–435 (ISSN 1462-3528, DOI 10.1080/14623528.2019.1631513, lire en ligne)

### Témoignages et récits personnels
- Clara Asscher-Pinkhof (trad. du néerlandais par Mirjam Pressler), Sternkinder, Oetinger, 2012, 4e éd. (1re éd. 1962), 288 p., p. 978-3-8415-0120-2.

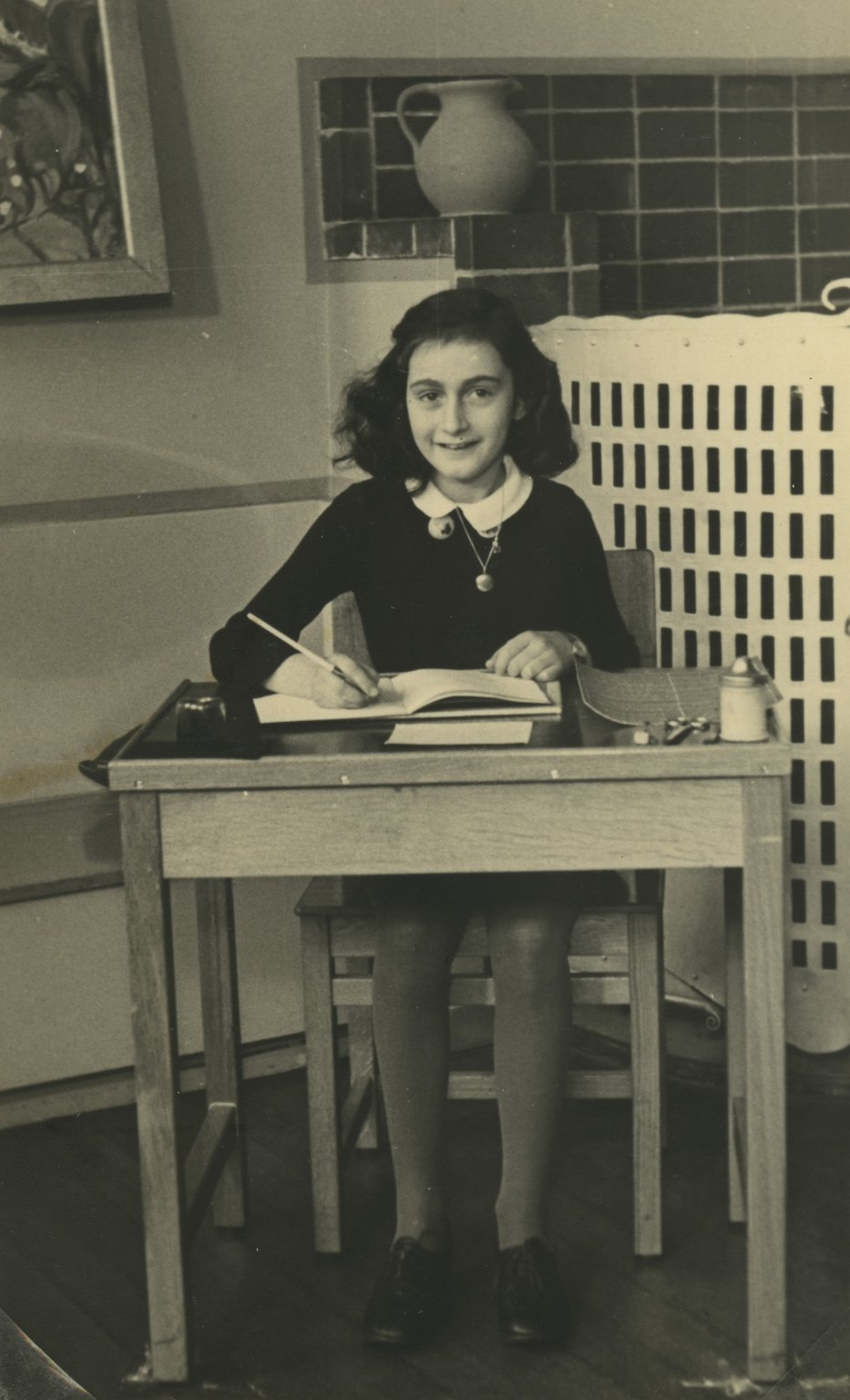
Anne Frank, 1940

- Anne Frank (trad. du néerlandais par Tylia Caren et Suzanne Lombard), Le Journal d'Anne Frank [« Het Achterhuis. Dagboekbrieven 12 Juni 1942 - 1 Augustus 1944 »], Livres de poche, 2013 (1re éd. 1950), 368 p. (ISBN 9782253177364).
- Marga Minco (trad. du néerlandais par Louis Fessard), Les herbes amères [« Het bittere kruid:Een kleine kroniek »], J.C. Lattès, 1977 (1re éd. 1957), 127 p..
- (nl) Jona Oberski, Kinderjaren, Ambo/Anthos, 2014 (réimpr. 9) (1re éd. 1978), 128 p. (ISBN 9789041416421).
- (nl) Jules Schelvis, Binnen de Poorten : Een verslag van twee jaar Duitse vernietigings- en concentratiekampen, Amsterdam, Bataafsche Leeuw, 1995, 144 p. (ISBN 978 90 6707 369 1).